# Internamiento

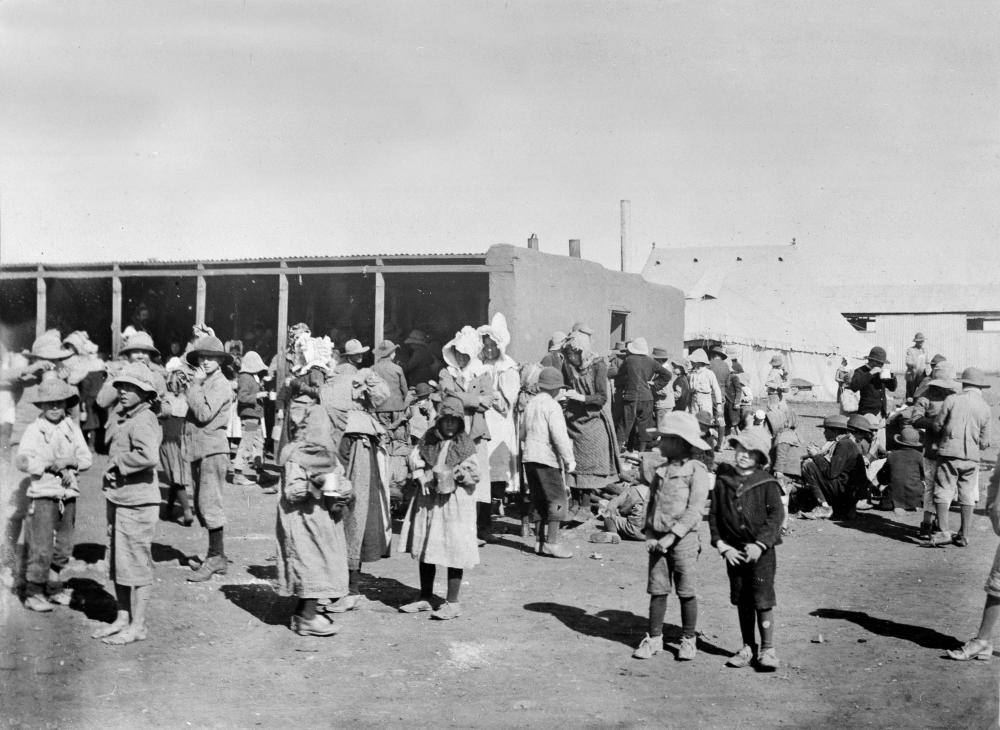
Mujeres y niños bóeres en un campo de concentración administrado por los británicos en Sudáfrica (1900-1902).

El internamiento es el encarcelamiento o confinamiento de personas, comúnmente en grupos grandes, sin juicio. El término se usa especialmente para el confinamiento «de ciudadanos enemigos en tiempo de guerra o de sospechosos de terrorismo». Por lo tanto, si bien puede significar simplemente el encarcelamiento, tiende a referirse al confinamiento preventivo, en lugar de confinamiento después de haber sido condenado por algún delito. Por tanto, la principal materialización del concepto de campo en nuestra época es el manicomio y, en general, las instituciones psiquiátricas. El uso de estos términos está sujeto a debate y sensibilidades políticas.
Las personas internadas pueden estar recluidas en prisiones, en instituciones psiquiátricas o en instalaciones conocidas como campos de internamiento. En ciertos contextos, estos también pueden conocerse oficial o peyorativamente, como campos de concentración.
El internamiento o desmovilización también se refiere a la práctica de un país neutral de detener a las fuerzas armadas beligerantes y el equipo en su territorio durante tiempos de guerra bajo la Convención de La Haya de 1907.
La Declaración Universal de los Derechos Humanos restringe el uso del internamiento. El artículo 9 establece que «Nadie será sometido a detención arbitraria, detención o exilio».

## Historia y el término «campo de concentración»

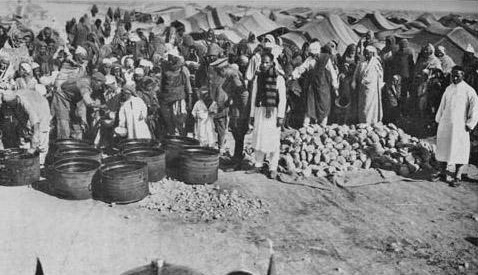
Diez mil reclusos permanecieron en El Agheila, uno de los campos de concentración italianos en Libia durante la colonización italiana de Libia.

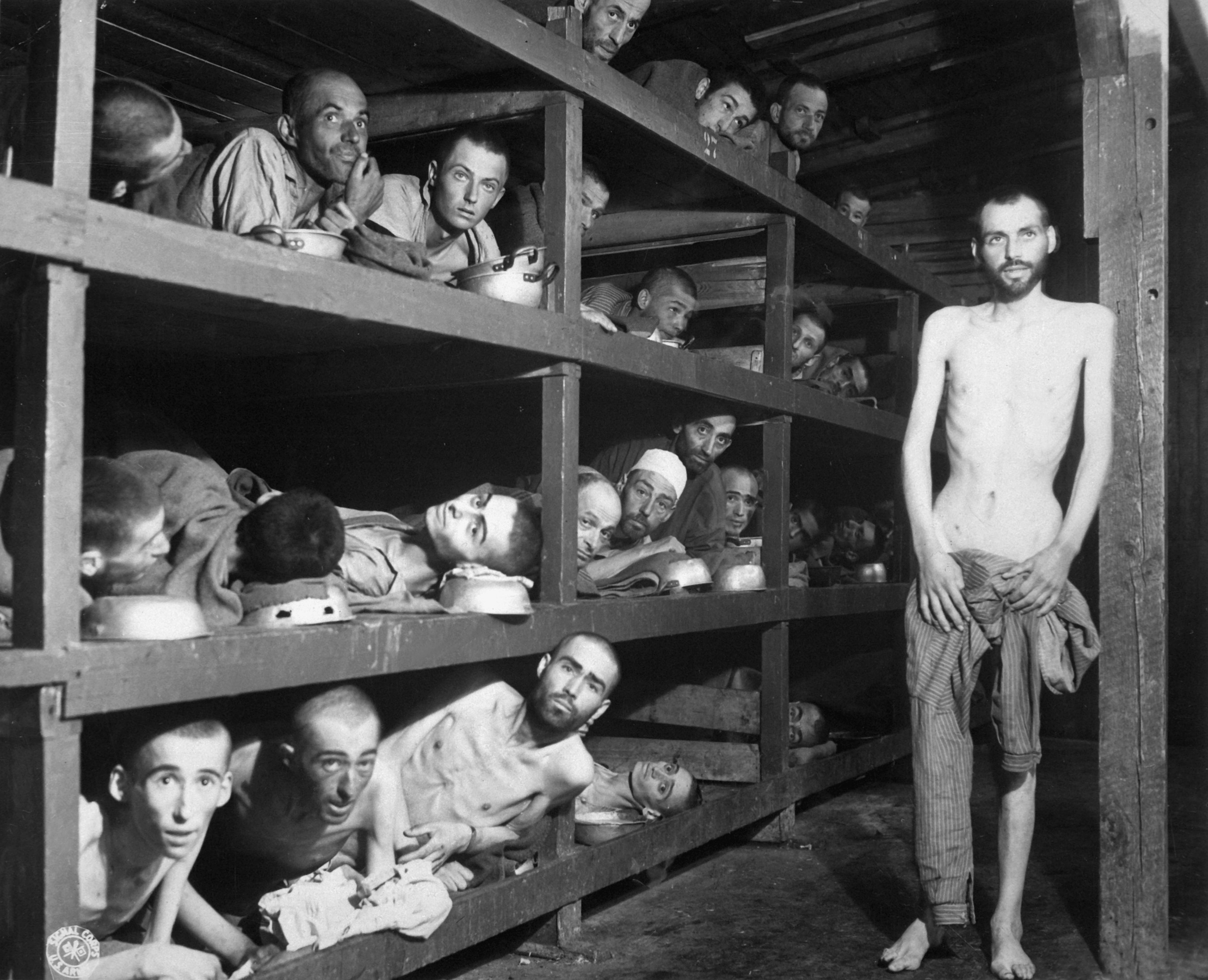
Fotografía de trabajadores esclavos judíos en el campo de concentración de Buchenwald cerca de Weimar, 16 de abril de 1945 (la segunda fila de literas de abajo, el séptimo contando desde la izquierda es Elie Wiesel).

El American Heritage Dictionary define el término campo de concentración como: «Un campamento donde las personas están confinadas, generalmente sin audiencias y, por lo general, bajo duras condiciones, a menudo como resultado de su pertenencia a un grupo que el gobierno ha identificado como sospechoso».
Los Estados Unidos establecieron campos de concentración para cherokees y otros nativos americanos en la década de 1830. En 1864, el gobierno de Estados Unidos obligó a 8000 navajos a caminar más de 300 millas a punta de pistola desde sus tierras ancestrales en el noreste de Arizona y el noroeste de Nuevo México hasta un campo de internamiento en Bosque Redondo, una zona desolada en el río Pecos al este de Nuevo México. Desde 1863 hasta 1868, los militares de Estados Unidos persiguieron y encarcelaron a 9500 navajos y 500 apaches mescaleros. Viviendo bajo guardias armados, más de 3500 hombres navajos y mescaleros, mujeres y niños murieron de inanición y enfermedad.
El campamento de concentración de plazo inglés era primero utilizado para referir al término inglés campo de concentración que se usó por primera vez para referirse a los «reconcentrados» (campos de reconcentración) establecidos por los militares españoles en Cuba durante la guerra de los Diez Años (1868-78) y la guerra de la Independencia de Cuba (1895-98). y campamentos similares establecidos por los Estados Unidos durante la guerra filipino-estadounidense (1899-1902).
El término «campo de concentración» vio un uso más amplio durante la segunda guerra bóer (1899-1902), cuando los británicos operaron tales campos en Sudáfrica para internar a los bóeres. Construyeron 45 campamentos para internos y otros 64 para africanos negros. Las condiciones eran terribles para la salud de los internos, principalmente debido a la negligencia, la falta de higiene y el mal saneamiento. De los 28 000 hombres bóeres capturados como prisioneros de guerra, los británicos enviaron 25 630 al extranjero. La gran mayoría de los bóeres que permanecieron en los campamentos locales eran mujeres y niños, más de 26 000 de los cuales murieron allí. Más de 14 000 africanos negros murieron en los campos. La activista Emily Hobhouse llamó la atención del público británico sobre las espantosas condiciones dentro de los campamentos. El gobierno británico estableció la Comisión Fawcett para investigar sus reclamos, bajo el mando de Millicent Fawcett, que corroboró su cuenta y resultó en mejores condiciones.
Entre 1904 y 1907, el Ejército Imperial Alemán operado campos de concentración como la Isla de Shark, Swakopmund y la bahía de Angra en África del Sudoeste Alemana (actual Namibia) por parte de su genocidio de los pueblos herero y Namaqua. Con el tiempo, la tasa de mortalidad de los campos alcanzó el 45%.
A fines de la década de 1930, el gobierno de Francia mantenía en campos de concentración a más de 100 000 militares derrotados o internados de las fuerzas armadas republicanas españolas, junto con civiles, e incluían a Meheri Zabbens y el Campo de concentración d'Argelès-sur- Mer en el sur de Francia. Algunos de ellos lograron ir al exilio o se unieron para unirse a los ejércitos de los Aliados con el fin de luchar contra los poderes del Eje, mientras que otros terminaron en los campos de concentración nazis.
Durante el siglo XX, el internamiento arbitrario de civiles por parte del Estado alcanzó su forma más extrema con el establecimiento de los campos de concentración nazis (1933-45). El sistema de campos de concentración nazi era extenso, con hasta 15 000 campamentos y al menos 715 000 internados simultáneos. El número total de víctimas en estos campamentos es difícil de determinar, pero la política consciente de exterminio mediante el trabajo en al menos algunos de los campamentos aseguró que los reclusos murieran de inanición, enfermedades no tratadas y ejecuciones sumarias. Además, la Alemania nazi estableció seis campos de exterminio, diseñados específicamente para matar a millones, principalmente por gaseamiento.
Como resultado, algunos dicen que hoy el término «campo de concentración» puede o no ser interpretado como el significado de «campo de concentración» o «campo de internamiento» Internamiento civil, como el internamiento por gobierno de los Estados Unidos de los japoneses-americanos durante la Segunda Guerra Mundial, y los centros de detención de inmigrantes del gobierno australiano.[¿quién?]